# Sofie Strangholt
Sofie Strangholt Johansen (født 15. december 1992) er en dansk håndboldspiller, der spiller for Randers HK og det danske landshold. Hun spiller venstre back.